# حرية الخيار (كتاب)
كتاب حريّة الخيار: أنواع الإرادة الحرة الجديرة بالرغبة بها هو كتابٌ من عام 1984م للفيلسوف الأمريكيّ دانييل دينيت، والذي يناقش فيه القضايا الفلسفيّة المتمثّلة في حرية الإرادة والحتميّة.
في عام 1983م، شرح دينيت محاضرات جون لوك في أوكسفورد حول موضوع الإرادة الحرّة. في عام 1984م، تم نشر هذه الأفكار في كتاب «حريّة الخيار». استكشف دانييل دينيت في هذا الكتاب ما يعنيه أن يكون لدى الناس إرادة حرّة. عنوان الكتاب هو إشارة إلى السؤال: «هل نحن آلات حتميّة بلا حريّةٍ فعليّةٍ، أم أنّنا في الواقع لدينا بعض الخيارات الحقيقيّة في سلوكنا؟»

## الملخص

### الحتميّة لا تجعل الإنسان مساوياً للحيوان
من الأمور الرئيسيّة التي قام بها دينيت في هذا الكتاب، وصف الناس ككياناتٍ بيولوجيّةٍ، وشرح لماذا يجدون أن قضيّة الإرادة الحرّة ذات أهميةٍ. في مناقشة ماهيّة الناس، وماذا تمثّل لهم الحريّة، استفاد دينيت من المنظور التطوريّ. يصف دينيت السلوك الميكانيكي لحشرة «الدبور». هذه الحشرة تتبع سلسلةً من الخطوات المبرمجة وراثياً في الإعداد لزرع البيوض. إذا قام شخصٌ ما بمقاطعة خطوات هذه الحشرة، فإن الدبور سيكرّر هذه الخطوة مرةً أخرى. بالنسبة للدبّور، يمكن أن تستمرّ هذه العمليّة إلى أجلٍ غير مسمّى، لا يبدو أن الدبور سيلاحظ ما يجري. هذا النوع من السلوك العقلانيّ الذي سبق تحديده يمكن للبشر أن يتجنّبوه. نظراً لفرصة تكرار بعض السلوكيّات غير المجدية إلى ما لا نهاية، يمكن للناس أن يلاحظوا عدم جدوى ذلك، ومن خلال الأفعال الحرّة سيفعلون شيئاً آخراً.
من منظورٍ بيولوجيٍ، ما هو الفرق بين الدبّور والإنسان؟ يمكن للإنسان من خلال التفاعل مع بيئته، بناء نموذجٍ عقليّ داخلي للوضع ومعرفة استراتيجيّة سلوكيّة ناجحة لتجاوز الوضع. في حين أن الدبور لن يصل إلى هذا الأمر، لأن دماغه أصغر بكثير بالإضافة إلى أنّه يملك برنامجاً جينيّاً مختلفاً. البشر حيواناتٌ ذات أدمغة معقّدة يمكن أن تصوغ الواقع لتبدو وكأنها تختار من بين العديد من السلوكيّات المحتملة.

### يبدو أن كل من الحتمية واللاحتمية يستبعدان دور الإرادة الحرة
يمكن تأطير القضيّة الفلسفيّة الأعمق المتمثّلة بالإرادة الحرّة كمفارقة. من ناحيةٍ، نشعر جميعاً بأننا نملك إرادة حرّة، والعديد من الخيارات السلوكيّة للاختيار من بينها. من ناحيةٍ أخرى، تقوم البيولوجيا الحديثة بالتحقق عموماً من البشر كما لو أن العمليّات في تصرفاتهم تتبع نفس المبادئ البيولوجيّة مثل تلك الموجودة في الدبابير كما مرّ سابقاً. كيف يمكننا التوفيق بين شعورنا بالإرادة الحرّة وبين فكرة أننا قد نكون مكوّناتٍ ميكانيكيّةٍ في عالمٍ ميكانيكي؟
ماذا عن الحتمية؟ عندما نقول أنّ شخصاً يختار من بين عدّة سلوكيّاتٍ محتملةٍ، هل هناك حقّاً خيار، أم أن الأمر يبدو كذلك؟ هل الناس ببساطة (من خلال عمل أدمغتهم الأكثر تعقيداً) لديهم سلوكيّات أفضل من الدبابير في حين أنّهم لايزالون آليّين تماماً في تنفيذ هذه السلوكيّات؟ يعطي دينيت تعريفه للحتميّة في الصفحة الأولى من الكتاب: «كل الأحداث المادية تتسبب أو تحدّد بواسطة مجموع كل الأحداث السابقة». هذا التعريف يحطّ من شأن السؤال الذي يشعر كثير من الناس بأنّه لا ينبغي تجاهله: «إذا ما أجرينا تكراراً للكون من نفس النقطة في الوقت المناسب، هل سيصل دائماً إلى نفس المستقبل؟». بما أنّنا لا نملك طريقة لإجراء هذه التجربة، فإن هذا السؤال كلاسيكيّ طويل الأمد في الفلسفة، وقد حاول الفيزيائيون تفسير ننتائج تجارب أخرى بطرقٍ مختلفةٍ من أجل معرفة الإجابة على هذا السؤال. أحياناً حاول الفلاسفة الموجودون في مجال الفيزياء في العصر الحديث، الإجابة عن سؤال الإرادة الحرّة باستخدام تفسير العوالم المتعدّدة، حيث أنّه في كل مرّة يكون هناك عدم تحديدٍ كموميٍ يسبب كل احتمال، مما ينتج عنه تفرّع أكوانٍ جديدة. منذ عشرينيات القرن الماضي، حاول الفيزيائيّون إقناع أنفسهم بأن عدم التحديد الكمومي يمكن أن يفسّر بطريقةٍ ما الإرادة الحرّة. يقترح دينيت أنّ هذه الفكرة سخيفة!

### إن اللاحتمية ليست حلاً لمشكلة الإرادة الحرة
منذ أن كتب دينيت هذا الكتاب، كانت هناك محاولاتٌ مستمرّةٌ من قبل بعض العلماء للإجابة على هذا السؤال من خلال الإيحاء بأنّ الدّماغ هو جهازٌ للتحكّم في عدم التّحديد الكمّي، من أجل بناء الاختيار السلوكيّ. يجادل دينيت بأنّ هذه الجهود لإنقاذ الإرادة الحرّة من خلال إيجاد طريقةٍ للخروج من سجن الحتميّة، تضيع.

### التحكم هو نوع الحرية الجدير بالرغبة بها
يناقش دينيت العديد من أنواع الإرادات الحرّة في هذا الكتاب. وقد ادّعى العديد من الفلاسفة أن الحتميّة والإرادة الحرّة غير متوافقين. لكن الفيزيائيين يحاولون بناء نوعٍ من الإرادة الحرّة التي تنطوي على طريقة تستفيد منها الأدمغة البشريّة من عدم التحديد الكمّي، من أجل اتّخاذ الخيارات التي تغيّر الكون لصالحنا، أو إذا كان هناك أكوان متعدّدة، للاختيار من بين الأكوان الممكنة. يقترح دينيت أن بإمكاننا الحصول على نوع آخر من الإرادة الحرّة، وهو نوعٌ من الإرادة الحرّة التي يمكن أن نكون سعداء بها حتّى لو لم تعطنا القدرة على التصرّف بأكثر من طريقةٍ في أي وقت.

### لدينا إرادة حرّة
يتم تحديد نوع الإرادة الحرّة التي يعتقد دينيت بأننا نملكها بالفعل بشكلٍ واضحٍ في الفصل الأخير من الكتاب:«القدرة على أن نكون وكلاء نشطين، والأجهزة البيولوجيّة التي تستجيب لبيئتنا مع مسارات عمل منطقيّة ومرغوبة».
كيف يمكننا الحصول على إرادة حرّة إذا لم يكن لدينا خيار غير محدّد؟ يؤكّد دينيت على السيطرة على حريّة الخيار. إذا كانت أدمغتنا الميكانيكيّة الافتراضيّة تسيطر على سلوكنا وتنتج سلوكيّاتٍ جيّدةٍ بالنسبة لنا، فهل نحن حقّاً بحاجة إلى مثل هذا الاختيار؟ هل هو وهم من الخيارات السلوكيّة التي بنفس جودة الخيارات الفعليّة؟ هل إحساسنا بالحصول على حريّة تنفيذ أكثر من سلوك في وقت معيّن هو مجرّد وهم؟ يجادل دينيت بأنّ الاختيار موجود بمعنى عام: «ذلك لأننا نبني قراراتنا بما يتفق مع السياق، فإننا نحصر خياراتنا عندما تصبح الحالة أكثر تحديداً». وفي الظروف الأكثر تحديداً على الإطلاق، فإن خياراتنا تتقلّص لتكون خياراً واحداً.

### الحتميّة لا تستبعد المسؤوليّة الأخلاقيّة
إذا كان الناس مصممون على التصرّف كما يفعلون، فماذا عن المسؤوليّة الشخصيّة؟ كيف يمكننا تحميل الناس المسؤوليّة ومعاقبتهم على تصرّفاتهم إذا لم يكن لديهم خياراً في سلوكهم؟ ييقدّم دينيت لنا إجابة على هذا السؤال.
أولاً، نحمّل الأشخاص المسؤوليّة على أفعالهم لأننا نعرف من التجربة التاريخيّة أن هذه وسيلةٌ فعّالة لجعل الأشخاص يتصرّفون بطريقةٍ مقبولةٍ اجتماعيّاً. ثانياً، لا يتم احتجاز الأشخاص المسؤولين إلا عندما يقترن بحقيقة أنّه يمكن إعلام الناس يحقيقة أنهم يجب أن يتحمّلوا المسؤوليّة وأن يستجيبوا للظروف مع التحكّم بسلوكهم لتجنّب العقاب.
إن الأشخاص الذين ينتهكون القواعد التي يضعها المجتمع ثم يعاقبوا، قد يتصرّفون بالطريقة الوحيدة التي يستطيعون القيام بها، ولكن إذا لم نحمّلهم مسؤوليّة أفعالهم، فإن الناس سوف يتصرفون بشكل أسوأ من حين نقوم بتحميلهم مسؤوليّة أفعالهم. هذا نهج فعّال بالنسبة لموضوع المسؤوليّة الأخلاقيّة.

### القدريّة مدمّرة
قضيّة أخيرة بعد: «إذا لم يكن لدى النّاس خياراتٍ سلوكيّةٍ حقيقيّةٍ، فلماذا لا نستسلم للقدريّة؟». مرّة أخرى، فإن حجّة دينيت هي أنّنا قد لا يكون لدينا خيار سلوكيّ، لكن مع هذا فإنّنا نسيطر على سلوكنا. يطلب دينيت منّا أن نظر حولنا في الكون ونسأل، هل يمكنني حتّى أن أتصوّر الكائنات التي تكون إرادتها أكثر حريّة من إرادتنا؟ بالنسبة إلى دينيت، فإنّ الإجابة على هذا السؤال هي، لا، ليس حقّاً. في كتابه هذا، يحاول دينيت أن يشرح لنا، لماذا فشلت جميع المحاولات التي قام بها الناس من أجل إثبات أن البشر اختاروا حريّة الاختيار، وفشلوا في التحليل النهائيّ. كبشر، نحن نسيطر على سلوكنا يقدر ما هو ممكن في هذا الكون. كبشر، لدينا أفضل فرصة لإنتاج سلوك جيّد. يجب أن نكون راضين بما لدينا، وليس قلقين من افتقارنا إلى الإرادة الحرّة.